# دو قسطنطين
دو قسطنطين هو سياسي أمريكي، ولد في 15 نوفمبر 1961 في سياتل في الولايات المتحدة. نشط حزبياً في الحزب الديمقراطي. وقد انتخب عضو مجلس ولاية واشنطن ‏ وانتخب عضو مجلس نواب واشنطن ‏.

## وصلات خارجية
- الموقع الرسمي